# クレイジー・ジャンボリー
『クレイジー・ジャンボリー』（原題: Get Yourself a College Girl）は、1964年のアメリカ合衆国のメトロカラー映画。ビーチ・パーティ映画スタイルのコメディ映画である。ストーリーは、曲作りと自分を口説こうとする出版社との攻防のバランスを取ろうとする大学生を描いている。監督はシドニー・ミラー、脚本はロバート・E・ケントで、撮影はアメリカ合衆国アイダホ州サンバレーで行われた。

## あらすじ
テリー・テイラー（メアリー・アン・モーブリー）は保守的なウィンダム女子大学（架空の大学）の4回生で、偽名を使用してポップソングライターとして成功している。出版者のゲーリー・アンダーウッド（チャド・エヴェレット）が知らず知らずのうちに彼女の経歴を大学側に暴露したため、ウィンダム大学の理事会（大学創設者の孫でカリフォルニア州上院議員のヒューバート・モリソン（ウィラード・ウォーターマン）も含む）はテリーの不道徳な行為を非難する。
退学の危機から気を逸らすため、テリーは友人のスー・アン・モーブリー（クリス・ノエル）とリン（ナンシー・シナトラ）、体育教師のマージ・エンディコット（ジョーン・オブライエン）とともに、アイダホ州サンバレーへクリスマス休暇のスキー旅行に出かける。そこで彼らは、ゲーリーと彼の芸術家の友人アルマンド（ファブリツィオ・ミオーニ）、若者の票を募りたいモリソン上院議員、リンの夫と出会う。
デイブ・クラーク・ファイブ、アニマルズなどのミュージシャンたちがバックで演奏する中、アルマンドはスー・アンと恋に落ち、リンと夫は休暇の間中ずっと部屋で過ごした。モリソン上院議員はマージを口説き、ダンスの才能があることを誇示するが、恥ずかしい写真を新聞に載せられ再選の危機に瀕する。そこでゲーリーは若者の間におけるモリソン議員の支持を証明するために、音楽演奏を交えた電話による選挙運動を成功させる。テリーも退学を免れ、ゲーリーはテリーの心を掴むことができた。

## キャスト
- メアリー・アン・モーブリー（英語版）: テレサ・"テリー"・テイラー
- ジョーン・オブライエン: マージ・エンディコット教師
- ナンシー・シナトラ: リン
- クリス・ノエル（英語版）: スー・アン・モーブリー
- チャド・エヴェレット: ゲーリー・アンダーウッド
- ウィラード・ウォーターマン（英語版）: ヒューバート・モリソン上院議員
- ファブリッツィオ・ミオーニ（英語版）: アルマンド
- ジェームズ・ミルホリン（英語版）: ゴードン
- ポール・トッド: レイ
- ドニー・ブルックス（英語版）: ドニー
- ホーテンス・ペトラ: 写真家ドナ
- ドロシー・ニューマン: マーサ・ストーン学長
- マーティ・バリス（英語版）: 秘書
- マリオ・コステロ: ベルボーイ
- パーシー・ヘルトン（英語版）: 上院議員の運転手
- スタンデルズ 本人役
- デイヴ・クラーク・ファイヴ: 本人役
- スタン・ゲッツ: 本人役
- アストラッド・ジルベルト: 本人役
- ロバータ・リン（英語版）: 本人役
- フレディ・ベルとベルボーイズ（英語版）: 本人役
- アニマルズ: 本人役
- リズム・マスターズ: 本人役
- ジミー・スミス・トリオ: 本人役
- ゲイリー・バートン: 本人役

## 製作
この映画は『Watusi A Go-Go』、『The Swingin' Set』、『The Go Go Set』として知られていた。

## 音楽
- シドニー・ミラー (俳優)（英語版）とフレッド・カーガー（英語版）は、この映画のために2曲を書き下ろした。「The Swingin’ Set」は映画の冒頭でドニー・ブルックスがオフスクリーンで歌い、「Get Yourself a College Girl」はメアリー・アン・モーブリーが劇中で歌った。
- スタン・ゲッツとスタン・ゲッツ・カルテットをバックにアストラッド・ジルベルトが「イパネマの娘」（The Girl from Ipanema）を歌う。
- リズム・マスターズが「Beat Street Rag」を演奏。
- ジミー・スミスとジミー・スミス・トリオが「Comin' Home Johnny」とインストゥルメンタルの「The Sermon」を演奏。
- ロバータ・リン（英語版）とフレディ・ベルがベルボーイズ（英語版）と「Talkin' About Love」を演奏。
- スタンデルズが「Bony Maronie」と「The Swim」を演奏。
- デイヴ・クラーク・ファイヴが「Whenever You're Around」と「Thinking of You Baby」を演奏。
- アニマルズが「ブルーな気持ち」（Blue Feeling）と「アラウンド・アンド・アラウンド」（Around and Around）を演奏。
- 2年後にヒット曲を出すことになる歌手ナンシー・シナトラはこの映画に出演しているが、歌は歌っていない。

## 批評
ニューヨーク・タイムズ紙のハワード・トンプソンによる当時の批評では、この映画は「一言で片付けるのに値する。愚かで取るに足らない」と評されている。
DVD Talkの批評家ポール・メイヴィスは、この映画を「サム・カッツマンによるMGMの安っぽい映画で、何曲かのヒットミュージカルナンバーがかなり役立っていて、見栄えがよく、少し面白い」と評し、「女の子は素晴らしく、男の子はハンサムなやつらで、音楽はクールでかっこいい...だが、もっと笑いがあったら良かっただろう」と付け加えた。
ターナー・クラシック・ムービーズの批評家メル・ニューハウスのレビューでは、この映画を「1964年のティーンミュージカル映画とプレフェミニストのニュアンスが混ざった奇妙な作品」と評し、「定型的な物語を殆どシュールな60年代の出来事に高める奇妙なゲストスターの出演者のおかげで必見」と評し、さらに「ミュージシャン・ゲストスターの選択は、どのミュージカル映画においても最も奇妙な集合体の一つである」と指摘している。
ロサンゼルス・タイムズ紙の映画評では「当たり障りのない馬鹿馬鹿しさ」と評された。